# 大津陣屋
大津陣屋（おおつじんや）は、相模国三浦郡（現神奈川県横須賀市）大津にあった川越藩松平家が築いた陣屋である。横須賀市立大津中学校、神奈川県立横須賀大津高等学校、大津運動公園付近に所在していた。約2万坪の正方形の敷地を有し、御殿と呼ばれた建物を中心に役所や長屋、馬場などがあった。

## 沿革
天保14年（1843年）、江戸湾防備の命を受けた川越藩の松平家により築かれた。その後陣屋の主は熊本藩細川家、忍藩奥平松平家と交替し、多い時は1,500人を超える人員が詰めていた。慶応3年（1867年）には浦賀奉行所の支配下に置かれるが、慶応4年（1868年）に取り壊され短命に終わった。
陣屋の跡地は帝国海軍の射的場となり、明治15年（1882年）に海軍監獄が置かれた。さらに昭和5年（1930年）には神奈川県立横須賀高等女学校（現、横須賀大津高校）が当地へと移転する。戦後は横須賀刑務所として利用され、刑務所が久里浜へ移転した後の昭和51年（1976年）には大津中学校が設置された。
現在は京急久里浜線の高架や国道134号が走り、当時の様子は全く見られない。唯一大津中学校の校門脇に石橋が移築され現存している。